# Augenklinik Marzahn
Die Augenklinik Marzahn ist ein selbstständiges Fachkrankenhaus für Augenheilkunde in privater Trägerschaft. Sie befindet sich am Brebacher Weg 15 im Marzahner Ortsteil Berlin-Biesdorf.

## Gebäude

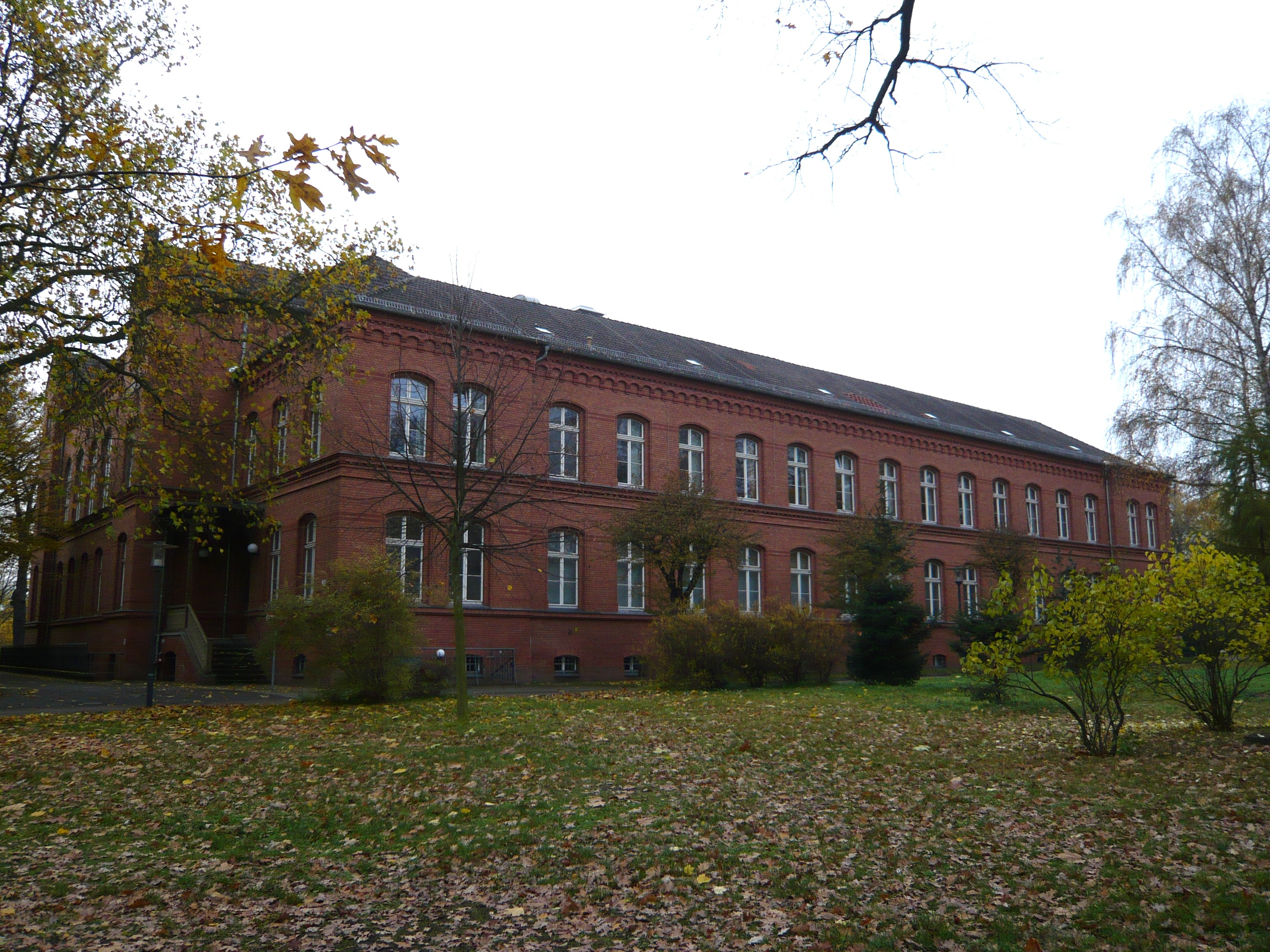
Augenklinik Marzahn

Die Augenklinik Marzahn liegt inmitten eines historischen Krankenhausgeländes (ehemaliges Wilhelm-Griesinger-Krankenhaus). Sie wurde im Januar 1998 eröffnet und befindet sich in einem unter Denkmalschutz stehenden Gebäude aus dem Jahr 1893. Es wurde Ende der 1990er Jahre grundlegend umgebaut und rekonstruiert, der Baukörper vollständig entkernt und die technischen Einrichtungen modernisiert. Die Klinik ist von einer ebenfalls denkmalgeschützten Parkanlage mit altem Baumbestand umgeben.
Im Hauptgebäude verfügt die Klinik über eine Nutzfläche von 5.700 m². In unmittelbarer Nachbarschaft ist ein weiteres Gebäude restauriert worden, das als Gäste- und Bettenhaus zusätzlich der Unterbringung von Patienten und Begleitpersonen dient. Hier stehen weitere 1.100 m² Nutzfläche zur Verfügung. Insgesamt bietet die Klinik in diesen beiden Häusern 51 Betten an.
Im Haupthaus befinden sich 14 Untersuchungs- und Behandlungsräume, ein vollklimatisierter Operationstrakt mit drei Operationssälen sowie eine Reihe von Funktionsräumen. Im zweiten Stockwerk sind die Stationen mit 13 Patientenzimmern sowie Dienst- und Untersuchungsräumen untergebracht.

## Medizinisches Leistungsspektrum
Die häufigste Operation in der Klinik ist die Operation des Grauen Stars (Entfernung der getrübten Linse) mittels Phakoemulsifikation und die Implantation einer Intraokularlinse. Es werden aber auch Operationen bei Grünem Star, Netzhautablösungen, Lidoperationen usw. durchgeführt. Das Krankenhaus ist mit verschiedenen medizinischen Lasern ausgerüstet.
Dem Krankenhaus angeschlossen ist eine ganztägig geöffnete augenärztliche Erste-Hilfe-Stelle.
Der Strukturierte Qualitätsbericht nach § 136b SGB V für das Berichtsjahr 2018 weist folgende Leistungsdaten aus:
- Bettenzahl: 51
- Vollstationäre Fallzahl: 3.924
- Ambulante Fallzahl: 26.390
- Ärztliches Personal: 17
- Pflegepersonal: 17